# 音樂學家社
音樂學家出版社（德語：Musikwissenschaftlicher Verlag，簡寫為MWV）是一家位於奧地利維也納的樂譜出版公司，創立於1933年，起始目標為安东·布鲁克纳作品全集的全面修訂與出版。此外，該公司亦監製了胡戈·沃尔夫作品全集的出版工作，並出版觀點獨家的音樂學研究文獻。

## 沿革
音樂學家社在1933年由國際布魯克納協會（Internationalen Bruckner-Gesellschaft）籌設。該社成立後，與奧地利國家圖書館（Österreichischen Nationalbibliothek）合作，專門針對布魯克納作品進行詳盡的考察與出版，期間受到音樂學者Robert Haas的協助甚多。在布魯克納與沃爾夫的作品之外，該社也出版相關的音樂學文獻，例如Leopold Nowak所著的《關於安东·布鲁克纳》（Über Anton Bruckner），便是以音樂學的角度出發的、對布魯克納作品的觀點與言談集。另外，他們也印行布魯克納與沃爾夫兩人生前的書信複件，是相關領域研究者的珍貴資料。

### 布魯克納作品
音樂學者Robert Haas在該案的初期階段擔任領銜編輯，Leopold Nowak則於1937年加入工作。隨著德奧合併，音樂學家社與布魯克納協會遭勒令解散，其業務轉由萊比錫的出版商Oscar Brandstetter繼承。1945年，在一次戰略轟炸中，該案的編輯資料遭到波及而毀損。戰後，相關單位重返維也納，布魯克納作品全集的出版得以持續推進。1989年左右，大部分的布魯克納作品已經校訂完成，Leopold Nowak於此時離任，Herbert Vogg承接了他的工作。
2001年起，這一套布魯克納作品集進行了逐步更新，主要內容為印刷方面的錯誤校正，以及加入音樂學研究的新成果等。
2011年起，《新布魯克納作品全集》（Neue Anton Bruckner Gesamtausgabe）宣告展開，由跨國團隊主導，在既有的基礎上對布魯克納作品做更為權威的出版。新全集的首項出版品是布魯克納第1號交響曲的林茲版本，領銜編輯為Thomas Röder。

### 沃爾夫作品
胡戈·沃尔夫的作品全集由Robert Haas規劃並投入執行，其進程則因為二戰的爆發而推遲。1956年，國際胡戈·沃尔夫協會（Internationale Hugo Wolf-Gesellschaft）成立，旨在協助沃爾夫作品集的出版，此外也協助音樂學者、出版業者等陸續返回維也納，投入編輯工作。
沃爾夫作品出版工作的初期領銜編輯是Hans Jancik，1991年起則由Leopold Spitzer接手，後者專注於罕見作品（例如歌劇《市長》）的研究，並且對整個沃爾夫全集進行了詳盡的校訂。1998年，沃爾夫作品全集正式宣告完成。

## 組織架構
音樂學家社自1955年起轉型為非營利性質，現任的執行編輯為Angela Pachovsky。

### 執行編輯
- Norbert Furreg（1933–38年）
- Norbert Furreg（1946–67年）
- Käthe Smetana（1967–71年）
- Margarete Puhlmann（1972–79年）
- Herbert Vogg（1979–2001年）
- Tilly Eder（2001–19年）
- Angela Pachovsky（2019年迄今）

## 外部連結
- 官方网站
- 音樂學家社的免费乐谱，由国际乐谱典藏计划提供